# Liste des évêques de Grass Valley
Liste des évêques de Grass Valley
(Dioecesis Vallispratensis)
Le vicariat apostolique de Marysville est créé le 27 septembre 1860 par détachement de l'archevêché de San Francisco.
Il est érigé en évêché et change de dénomination le 22 mars 1868 pour devenir l'évêché de Grass Valley.
Ce dernier est supprimé dès le 28 mai 1886. Son territoire diocésain est rattaché à celui de Sacramento, évêché nouvellement créé.

## Est vicaire apostolique
- 26 septembre 1860-22 mars 1868 : Eugène O’Connell, vicaire apostolique de Marysville.

## Puis sont évêques
- 22 mars 1868-17 mars 1884 : Eugène O’Connell, promu évêque de Grass Valley.
- 29 février 1884-28 mai 1886 : Patrick Manogue, devient évêque de Sacramento (en) à la suite de la suppression du siège de Grass Valley.

## Sources
- L'Annuaire Pontifical, sur le site http://www.catholic-hierarchy.org, à la page